# Febres Cordero
Febres-Cordero es una de las 16 parroquias urbanas de Guayaquil en la República del Ecuador. Situada a orillas de la ciudadela Estero Salado en el suroeste de la ciudad, su establecimiento data de seis décadas atrás, fue fundada alrededor de 1957 por los varios personas que migraron a Guayaquil de diferentes partes de la nación. Es un sector predominantemente residencial de clase media y clases populares, con una gran variedad de locales comerciales a lo largo de sus calles y avenidas.
La población de Febres-Cordero está formada por un amplio número de etnias, culturas, y religiones, además en la parroquia se habla en gran mayoría el idioma español aunque existen varias lenguas en proporciones mínimas. En el último censo realizado en el 2001 la población oficial era de 341 334 habitantes, aunque las proyecciones para el año 2009 indican una cifra aproximada a los 600 000 habitantes lo que convierte al sector en uno de los más poblados de la ciudad.
El nombre de «Febres-Cordero» proviene del apellido del militar de origen venezolano León de Febres-Cordero y Oberto, quien participó en la independencia de Guayaquil en 1820.